# Campeonato de España de Atletismo 1927
El X Campeonato de España de Atletismo, se disputó los días 25 y 26 de  junio de 1927 en las instalaciones deportivas del Estadio Metropolitano, Madrid, España.
Solo se disputaron pruebas masculinas.

## Resultados

### Masculino
| Evento                       | Oro                                                  | Plata                                                  | Bronce                                   |
| ---------------------------- | ---------------------------------------------------- | ------------------------------------------------------ | ---------------------------------------- |
| 100 metros lisos             | Domingo Lorente 10.8                                 | Fernando Muñagorri 11.0                                | Diego Ordóñez 11.2                       |
| 200 metros lisos             | Diego Ordóñez 23.4                                   | Domingo Lorente 23.6                                   | José Pauls 24.2                          |
| 400 metros lisos             | Vicente Durá 52.8                                    | José María Larrabeiti 53.8                             | Jesús Muntaner 54.0                      |
| 800 metros lisos             | Joaquín Miquel 2:00.6                                | José Ruiz 2:04.6                                       | Ricardo Ferrando 2:05.6                  |
| 1500 metros lisos            | Joaquín Miquel 4:13.2                                | Ricardo Ferrando 4:16.2                                | ¿?                                       |
| 5000 metros lisos            | Jesús Oyarbide 16:07.6                               | Arturo Peña 16:10.0                                    | Miguel Palau 16:19.8                     |
| 10000 metros lisos           | Arturo Peña 34:12.4                                  | Juan Ramos 34:31.4                                     | M. Ramón 35:04.0                         |
| 110 metros vallas            | Joaquín Roca 17.6                                    | Manuel Segurado 17.8                                   | ¿?                                       |
| 400 metros vallas            | José Luis Emaldi 1:00.6                              | José Segurado 1:01.8                                   | Manuel Mateu 1:02.0                      |
| Salto de altura              | José María Olivella 1.65                             | José Llort 1.60                                        | ¿?                                       |
| Salto con pértiga            | José Culí 3.30                                       | Manuel Mateu 3.00                                      | José Manuel Gorostiza 2.90               |
| Salto de longitud            | Ramón Urtubi 6.33                                    | Jesús Magaña 6.30                                      | José de la Cruz 6.025                    |
| Triple salto                 | Juan Aostri 13.265                                   | José M. Olivella 13.095                                | Francisco Huguet 12.36                   |
| Lanzamiento de peso          | Javier Aizpitarte 11.06                              | Ignacio Izaguirre 11.05                                | Juan Duñabeitia 10.74                    |
| Lanzamiento de disco         | Ignacio Izaguirre 32.84                              | Javier Azpitarte 32.82                                 | Juan Llorens 30.49                       |
| Lanzamiento de martillo      | Jesús Alcorta 33.11                                  | Juan Llorens 32.11                                     | Felipe Tugas 31.93                       |
| Lanzamiento de jabalina      | José Bru 52.87                                       | Ramón Castroviejo 48.88                                | Honorino Martínez 47.89                  |
| Relevos 4 x 100 metros lisos | Vizcaya Lorente, Urtubi, Magaña, Gorostiza 46.0      | Guipúzcoa Muñagorri, D.Ordóñez, R.Ordóñez, Segues 46.6 | Cataluña Pauls, Tugas, Vinadé, Roca 46.8 |
| Relevos 4 x 400 metros lisos | Vizcaya Gorostiza, Magaña, Emaldi, Larrabeiti 3:36.8 | Cataluña Miquel, García, Muntaner, Cunyat 3:37.4       | ¿?                                       |